# Toshiki Tōya
Toshiki Tōya (jap. 東家 聡樹, Tōya Toshiki; * 20. April 1997 in der Präfektur Kumamoto) ist ein japanischer Fußballspieler.

## Karriere
Toshiki Tōya erlernte das Fußballspielen in den Jugendmannschaften vom Kumamoto United SC, FC Kamisaigo WEST KIDS DUEL und Avispa Fukuoka sowie in der Universitätsmannschaft der Chukyo University. Seinen ersten Vertrag unterschrieb er bei seinem Jugendverein Avispa Fukuoka. Der Verein aus Fukuoka spielte in der zweiten japanischen Liga, der J2 League. Sein Zweitligadebüt gab er am 8. August 2020 im Heimspiel gegen Ventforet Kofu. Hier wurde er in der 73. Minute für Yūji Kitajima eingewechselt. Ende der Saison wurde er mit dem Verein Vizemeister und stieg in die erste Liga auf. Anfang 2021 wurde er an den FC Imabari ausgeliehen. Der Verein aus Imabari spielte in der dritten Liga, der J3 League. Für Imabari stand er 25-mal in der dritten Liga auf dem Spielfeld. Nach der Ausleihe kehrte er Ende Januar 2021 nach Fukuoka zurück. Die Spielzeit 2022 stand er beim Erstligisten Avispa Fukuoka unter Vertrag. Hier kam er jedoch nicht zum Einsatz. Im Februar 2023 wechselte er in die vierte Liga. Hier schloss er sich in Kōchi dem Kōchi United SC an. Am Ende der Saison 2024 wurde er mit dem Verein Vizemeister und qualifizierte sich für die Aufstiegsspiele zur dritten Liga. Hier konnte man sich gegen den Drittligisten YSCC Yokohama durchsetzen und stieg somit in die dritte Liga auf.

## Erfolge
Avispa Fukuoka
- Japanischer Zweitligavizemeister: 2020  ▲

Kōchi United SC
- Japanischer Viertligavizemeister: 2024  ▲